# 순정왕후
순정왕후 한씨(順靜王后 韓氏, ? ~ ?)는 고려의 제31대 왕 공민왕의 후궁(제 6비)로, 추존 왕후이자 고려 우왕의 법모이다.

## 생애

### 가계
증조부는 증(贈) 면양부원대군(沔陽府院大君) 한통(韓通)이시며, 조부는 증(贈) 면양부원대군(沔陽府院大君) 한평(韓平)이며, 부친은 증(贈) 면양부원대군(沔陽府院大君) 한준(韓俊)이고, 외조부는 증(贈) 면성부원대군(沔城府院大君) 한량(韓良)이다.

### 후궁 책봉
일찍이 원 간섭기(고려 말기를 예고한 원나라 간섭기 정동등처행중서성 시대)의 종식시점을 전후하여 공민왕의 후궁으로 간택되었으며 1371년(공민왕 20년) 공민왕의 서자였던 모니노의 법모로 포고되었다.

### 왕비 책봉
1374년(공민왕 23년) 9월 정축일에 우(禑)를 한씨의 소생(所生)이라고 거짓 일컬었기 때문에 궁인(宮人) 한씨(韓氏)의 증조부·조부·부친과 외조부까지 관작을 추증(追贈)하였다.
1374년(공민왕 23년) 11월 기사일에 한씨(韓氏)에게 순정왕후(順靜王后)라는 시호를 추증했다.

### 사망과 후손
1376년(우왕 2년) 윤 9월 무신일에 순정왕후(順靜王后) 한씨(韓氏)를 의릉(懿陵)에 장사지냈다.
당시 명경과(明經科)에 급제한 한략(韓略)이,“나는 한씨의 친척인데 당초 한씨가 사망했을 때 내가 그의 친족인 죽은 승려 능우(能祐)와 함께 그 시체를 화장하여 유골을 거둬 봉은사(奉恩寺) 솔숲에 묻어 두었습니다.”고 말하기에 절의 북쪽 언덕에서 뼛가루를 담은 항아리 하나를 파내어 장의 물품을 갖추고서 현릉(顯陵 : 태조릉)의 서쪽에 이장한 것이다. 영구가 십천교(十川橋)에 도착해 조전(祖奠)을 끝내고 혼전(魂錢)을 불사르다가 관의 휘장에 옮겨 붙는 바람에 장의 물품이 다 타버렸지만 관은 무사하기에 사람들이 이상하게 여겼으며 어떤 사람은 천화(天火)라고 쑥덕거리기도 했다.
한씨(韓氏)를 선명제숙경의순정왕후(宣明齊淑敬懿順靜王后)로 추존하고, 혜명전(惠明殿)에 배향하였다.
능호는 의릉(懿陵)이며, 개성 서쪽 봉명산 기슭의 개풍군 중서면 여릉리 정릉동에 위치해 있었으나, 1389년(공양왕 1년) 12월 임인일에 의릉을 철폐하였다.

## 순정왕후가 등장하는 작품

### TV 드라마
- 《신돈》(MBC, 2006년, 배우:최정원)